# Carmen Gimeno Presencia
Carmen Gimeno Presencia (València, 1912 - Burgos, 23 de juliol de 1935) va ser una vedet també coneguda com La Venus Valenciana.

## Biografia
Cupletista valenciana, més coneguda amb el nom de La Venus Valenciana, va néixer a València, en el carrer de Sagunt, el 1912. Carmen Gimeno va debutar als divuit anys, el 19 de juny de 1930, a l'Edén Concert de València, i arribà a cantar en els cabarets i salons de varietats més importants de la geografia espanyola, fent goig no només de la seva manera de cantar, sinó també de la seva gràcia en escena. L'artista va començar a presentar-se amb el seu nom real, però després va prendre el sobrenom de La Venus Valenciana, encara que, anys abans, cap al 1919, ja ho havia fet Helena Cortesina.
Les cupletistes d'aleshores cobraven unes cinquanta pessetes per nit –en destinaven cinc a l'agent que les portava–, més les propines de l'anomenat «descorche», que consistia a obrir ampolles de champagne amb aquells clients que sol·licitaren la seva presència a la taula on es trobaven asseguts al cabaret. Va ser durant aquest ritual de «sociabilitat cupleteril» en el Kusaal Novedades de Burgos que va conèixer Juan Arce Maestro, amb qui va mantenir un breu affaire, i qui va acabar per assassinar-la, el 23 de juliol de 1935, en trobar-la ballant amb un altre home, Esteban de la Fuente, a qui també va conèixer en aquell «descorche». El criminal va ser condemnat a catorze anys de presó, per la mort de Carmen i uns altres catorze més per la d'Esteban.
El pare de La Venus Valenciana, José Gimeno, vigilant d'un comerç d'un cèntric carrer de València, tenia cinquanta-sis anys quan va morir la seva filla i la notícia de la seva mort va portar una angoixa doble. Aquest patiment exaltat es devia que el pare de Carmen ja havia tingut una altra filla que també es va dedicar al «gènere ínfim», María Gimeno, que va debutar en el Moulin Rouge de Barcelona als setze anys, i que també va morir quatre anys després de començar en el món de les varietés, encara que no tenim cap referència dels motius de la seva desaparició. La mare de l'artista, Maria Presencia, viatjava sempre amb la seva filla, per això mateix el pare va demanar el divorci per tornar-se a casar. Quan La Venus Valenciana va morir, tenia una altra germaneta de catorze mesos.
Carmen Gimeno va ser una de les moltes víctimes de la manifesta violència contra les dones, avui coneguda com a «violència de gènere».